# TK Maxx
TK Maxx Ltd. – brytyjskie przedsiębiorstwo zajmujące się sprzedażą detaliczną odzieży, obuwia, kosmetyków i różnego rodzaju akcesoriów, należące do grupy TJX Companies. Siedziba przedsiębiorstwa znajduje się w Watford, w hrabstwie Hertfordshire, w Anglii.
Przedsiębiorstwo zostało założone w 1994 roku, będąc pierwszą siecią sklepów off-price (tj. nabywających towar po cenach niższych od przeciętnych cen hurtowych, a następnie sprzedających go po obniżonych cenach) na terenie Wielkiej Brytanii.
W 2009 roku do sieci TK Maxx należały 263 sklepy, zlokalizowane głównie na terenie Wielkiej Brytanii, a także w Irlandii, Niemczech oraz Polsce.
W Polsce w czerwcu 2019 istniały 44 sklepy.